# Gaston-François-Christophe de Lévis
Pour les autres membres de la famille, voir Maison de Lévis.
Gaston-François-Félix-Christophe-Victor, duc de Lévis-Ventadour (10 avril 1794, Richmond - 9 février 1863, Venise) est un militaire et homme politique français.

## Biographie
Fils de Pierre-Marc-Gaston de Lévis, duc de Lévis, pair de France, et de Pauline Charpentier d'Ennery, il nait en Grande-Bretagne, pendant l'émigration de ses parents. Il est le petit-fils de Victor-Thérèse Charpentier. 
Il sert, sous l'Empire, comme sous-lieutenant d'infanterie. 
Au retour des Bourbons, en 1814, il se rallie avec enthousiasme à la Restauration. Il est fait aide de camp du duc d'Angoulême et garde du corps du Roi. En 1823, il prend part à la expédition d'Espagne, comme chef de bataillon, puis, en 1828, à l'expédition de Morée, comme colonel.
Nommé, à son retour, officier de la Légion d'honneur, il est appelé à succéder comme duc de Lévis et pair de France à son père, décédé le 15 février 1830. 
Après la révolution de juillet 1830, il refuse de prêter serment au gouvernement de Louis-Philippe, par fidélité pour la branche ainée qu'il accompagne dans l'exil, en Écosse puis en Autriche. Jusqu'à sa mort, il est l'un des plus proches conseillers du « comte de Chambord ». Il meurt au Palais Cavalli, à Venise.

### Mariage
Il épouse à Paris en 1821 Marie Catherine Amanda d'Aubusson de La Feuillade (1798-1854), fille de Pierre Raymond Hector d'Aubusson et d'Agathe Renée de La Barberie.
Elle lui apporte le château de Mercastel, à Villers-Vermont, qu'il conserve jusqu'à sa mort, sans postérité en 1863, et qui passe, après lui à une nièce de son épouse, Noémie d'Aubusson de La Feuillade (1826-1904), épouse de Gontran, duc de Bauffremont (1822-1897). Elle lui apporte aussi le château de Melzeard, à Paizay le Tort, vendu en 1859.

## Sources
- « Lévis (Gaston-François-Christophe, duc de Ventadour et de) », dans Adolphe Robert et Gaston Cougny, Dictionnaire des parlementaires français, Edgar Bourloton, 1889-1891 [détail de l’édition]